# Paduniella fraternus
Paduniella fraternus är en nattsländeart som först beskrevs av Banks.  Paduniella fraternus ingår i släktet Paduniella och familjen tunnelnattsländor. Inga underarter finns listade i Catalogue of Life.